# Gabriele Roberto
Gabriele Roberto (Cuneo, 2 dicembre 1972) è un compositore italiano.

## Biografia
Nato a Cuneo, si è diplomato in composizione al Conservatorio di Alessandria, conseguendo successivamente il Postgraduate Diploma in Composition al Royal College of Music di Londra sotto la guida del maestro Joseph Horovitz. Durante l'anno accademico vince il "Major Van Someren Godfery Memorial Prize", concorso di composizione bandito dal Royal College. Diversi lavori di musica da concerto sono editi dalle edizioni musicali Rai Trade.
Nel 2007 vince il Japan Academy Award per le musiche del film giapponese "Memories of Matsuko" e l'anno successivo ottiene la nomination ai "Golden Bauhinia Award" per la colonna sonora del film "Exodus" del regista hongkonghese Pang Ho-Cheung. 
Nel 2009 viene ancora nominato ai Japan Academy Award per le musiche del film fantasy "Paco and the Magical Book".
Dopo i primi successi ottenuti nel continente asiatico, il regista Lucio Pellegrini e la casa di produzione Fandango scritturano Gabriele Roberto come compositore per le musiche di "La vita facile", commedia che vede come protagonisti Stefano Accorsi e Pierfrancesco Favino. Il debutto del compositore nel cinema italiano si rivela un successo: il film ottiene un buon riscontro di pubblico e critica.
Da allora continua a comporre per cinema, animazioni e pubblicità in Asia e Italia.
Da segnalare i lavori "Viaggio sola" di Maria Sole Tognazzi del 2013 e la musica per la campagna pubblicitaria Barilla del 2015, diretta da Gabriele Salvatores con protagonista Pierfrancesco Favino.
Nel maggio del 2015 il compositore piemontese musica "Initiation Love", pellicola del regista giapponese Yukihiko Tsutsumi, che raggiunge il secondo posto al box office nazionale.
Il primo ottobre 2015 esce nelle sale italiane "Io e lei", l'ultima fatica cinematografica di Maria Sole Tognazzi che vede Margherita Buy e Sabrina Ferilli nel ruolo di protagoniste. 
Gabriele Roberto ha firmato la colonna sonora edita dalla Indigo.
A giugno 2015 la "Japan Philharmonic Orchestra" commissiona all'artista un Concerto per Tromba e Orchestra che verrà eseguito insieme alla Nona sinfonia di Beethoven in prima mondiale al "Tokyo Metropolitan Art Space" e alla "Yokohama Minato Mirai Concert Hall".
Il 18 ottobre 2015 al "Salone Margherita" di Roma riceve il Premio "Chioma di Berenice" per la colonna sonora di "La prima volta (di mia figlia)".
Per celebrare il primo ventennale dall'uscita di "Romanza" di Andrea Bocelli, Caterina Caselli commissiona al compositore tre nuovi arrangiamenti del celebre brano "Con te partirò". 
Una versione cantata dal maestro Bocelli, una per il coro di voci bianche del Teatro Regio di Torino ed infine una versione per sola orchestra.
Nel 2017 Gabriele scrive le musiche per il documentario di Pappi Corsicato sulla vita del poliedrico artista newyorkese Julian Schnabel che vede la prima mondiale al Tribeca Film Festival di New York, riscuotendo critiche entusiaste per il suo lavoro sul film.
Nello stesso anno il pluripremiato regista inglese Michael Radford commissiona a Gabriele le musiche del film "The Music of Silence", il biopic sulla vita del tenore Andrea Bocelli, che vede tra gli attori principali Toby Sebastian e Antonio Banderas.
Nel 2018 Gabriele è il compositore scelto da Ivan Cotroneo per la serie TV La Compagnia del Cigno - (RAI), progetto che coinvolge il Conservatorio Verdi di Milano, la Youth Orchestra del Teatro dell’Opera di Roma e l’Orchestra Sinfonica Nazionale della RAI, prodotto da Indigo Film. Oltre a comporre le musiche originali firmerà gli arrangiamenti sinfonici dei brani pop che saranno interpretati dai sette protagonisti. Nel 2024 è il compositore della serie Netflix La vita che volevi sempre per la regia di Cotroneo.

## Le colonne sonore
Gabriele Roberto è il primo compositore italiano ad essersi aggiudicato il Japan Academy Award, il maggior riconoscimento giapponese in ambito cinematografico. Residente a Tokyo, compone musiche per film, animazioni e pubblicità televisive, attivo anche come orchestratore e arrangiatore per gruppi musicali giapponesi pubblicati da Sony, Universal, EMI e Columbia.

## Influenze
La musica di Gabriele risente dell'influenza di: Sergei Prokofiev, John Williams, Nino Rota, Gabriel Yared, Samuel Barber, Ottorino Respighi.

## Discografia

### Colonne Sonore
- 2006 – Memories of Matsuko
- 2007 – Exodus
- 2007- Devil May Cry
- 2008 – Devil May Cry 4
- 2008 – Paco and the Magical Book
- 2010 – Dream Home
- 2010 – Beck
- 2011 – La vita facile
- 2012 – Spec
- 2012 – Zetman
- 2012 – Padroni di casa
- 2012 – È nata una star?
- 2013 – Viaggio sola
- 2013 – The Brain Man
- 2013 – Io non ti conosco
- 2015 – La prima volta (di mia figlia)
- 2015 – Initiation Love
- 2015 – Io e lei
- 2016 – Naomi and Kanako
- 2016 - Await (short)
- 2016 – Sanada 10 Braves
- 2017 – A Nail Clipper Romance
- 2017 - Closing In (short)
- 2017 - L'arte viva di Julian Schnabel
- 2017 - La musica del silenzio
- 2019/2021- La Compagnia del Cigno (prima e seconda stagione)
- 2022 - Alchemy (Naxos Records)
- 2022 - Tell it Like a Woman (Maria Sole Tognazzi segment)
- 2022 - Perfetta Illusione